# Goniocercus similis
Goniocercus similis är en insektsart som först beskrevs av Hermann Stitz 1912.  Goniocercus similis ingår i släktet Goniocercus och familjen myrlejonsländor. Inga underarter finns listade i Catalogue of Life.